# Europese classificatie van carcinogenen

## Tot 2009: Dangerous Substances Directive
Tot 2009 hanteerde de Europese Unie de zogenoemde "Dangerous Substances Directive (67/548/EEC)" bij de classificatie van kankerverwekkende stoffen. Daarbij werden stoffen ingedeeld in drie categorieën:
- Categorie 1: stoffen waarvan voldoende bewijs is om te stellen dat ze kankerverwekkend zijn voor de mens.
- Categorie 2: stoffen waarvoor bewijs is voor een sterk vermoeden dat blootstelling kan leiden tot kanker bij de mens
- Categorie 3: stoffen die reden tot bezorgdheid voor de mens vormen, omdat er mogelijk carcinogene effecten zijn maar waarvoor de beschikbare informatie niet voldoende is om tot een voldoende evaluatie te komen.
  - Categorie 3A: stoffen zijn goed onderzocht, maar de gegevens zijn onvoldoende voor classificatie in categorie 2
  - Categorie 3B: stoffen zijn niet goed onderzocht. De beschikbare gegevens zijn onvoldoende maar zijn zorgwekkend.
- Ongeclassificeerd

## Vanaf 2009: Globally Harmonised System
In 2009 is dit classificatiesysteem vervangen door een nieuw classificatiesysteem op basis van het "Globally Harmonised System". In dit systeem worden stoffen ingedeeld in twee categorieën op basis van de sterkte van het bewijs en aanvullende overwegingen.
- Categorie 1: Bekend carcinogeen of verondersteld carcinogeen voor de mens
  - Categorie 1A omvat stoffen waarvan men weet dat ze kankerverwekkend zijn voor de mens. Er is voldoende bewijs dat er een causale relatie bestaat tussen de blootstelling van de mens aan dergelijke stoffen en het optreden van kanker.
 Voorbeelden: asbest, arseen, benzidine.
  - Categorie 1B betreft stoffen die worden gelijkgesteld met carcinogene stoffen voor de mens. Men beschikt over voldoende aanwijzingen om te besluiten dat er een sterk vermoeden is dat de blootstelling van de mens aan dergelijke substanties kanker kan veroorzaken. Dit vermoeden is meestal gebaseerd op studies op lange termijn bij dieren en/of op andere gepaste informatie. 
 Voorbeelden: benzeen, ethyleenoxide, trichloorethyleen, acrylamide, vuurvaste keramische vezels.
- Categorie 2: Verdacht carcinogeen voor de mens

Categorie 2 betreft stoffen die reden tot bezorgdheid voor de mens vormen, omdat er mogelijk carcinogene effecten zijn maar waarvoor de beschikbare informatie niet voldoende is om tot een voldoende evaluatie te komen. Uit adequate studies op dieren is informatie beschikbaar maar deze informatie is onvoldoende om deze stoffen onder te brengen in de tweede categorie. Een andere reden om een stof in categorie 2 te plaatsen kan zijn dat het mechanisme dat bij proefdieren tot carcinogene effecten leidt, niet bij de mens aanwezig is.
Voorbeelden: glaswol, rotswol, perfluoroctaanzuur.

## Duitsland en België

### België
Deze classificatie is overgenomen in de Belgische wetgeving in het Koninklijk Besluit van 02-12-93 betreffende de bescherming van werknemers tegen de risico's verbonden aan de blootstelling aan carcinogene stoffen op het werk – Belgisch Staatsblad van 11-03-94, gewijzigd in '96, '97 en '99.
Deze richtlijn laat toe nieuwe producten in te delen die nu op de markt komen, maar is moeilijk toe te passen op reeds aanwezige materialen.
De verpakking van stoffen van categorie 1A en 1B dient voorzien te zijn van een specifiek etiket met een pictogram dat een doodshoofd voorstelt en met de zin: "Kan kanker veroorzaken" (Risicozin R45) of "Kan door inademing kanker veroorzaken" (R49).
De classificatie van een substantie in één of andere categorie is niet noodzakelijk onomkeerbaar. Periodiek worden inderdaad herzieningen uitgevoerd als uitvloeisel van nieuwe wetenschappelijke kennis of van epidemiologische of toxicologische gegevens.

### Duitsland
In Duitsland is er naast het EU-classificatiesysteem ook een ander systeem van classificeren in gebruik dat is opgezet door de zogenoemde MAK-Kommission van de Duitse Forschungsgemeinschaft.